# Mont Plaux
Le mont Plaux est un sommet culminant à 1 032 m d'altitude au sein du Meygal, un massif de montagnes du Massif central dans la région du Velay en France.
La montagne se trouve dans la commune de Saint-Pierre-Eynac  dans le département de la Haute-Loire.

## Géographie

### Situation
Le mont Plaux se trouve à 2,1 km à vol d'oiseau du suc de Monac, dans la même commune.

### Flore
Le sommet définit un environnement qui se caractérise par une grande richesse floristique[réf. nécessaire], tout en présentant une influence subalpine[réf. nécessaire].

## Activités

### Protection environnementale
Le mont est répertorié dans la ZNIEFF de type 2 « Mézenc - Meygal ».

### Randonnée
Plusieurs chemins de randonnée mènent au mont Plaux[réf. nécessaire], celui en longeant le cimetière et celui qui passe par la route de La Vizade[pas clair].